# 柏林台車站
柏林台車站（日语：／ Hakurindai eki */?）是位於北海道帶廣市西17条南1丁目的北海道旅客鐵道（JR北海道）根室本線的鐵路車站。車站編號為K30。電報略號為リン。
根據北海道旅客鐵道釧路分社，車站名稱是來自地名「柏林台」。

## 歷史
- 1986年（昭和61年）11月1日 - 新設國有鐵道的柏林台臨時乘降場。
- 1987年（昭和62年）4月1日 - 國鐵分割民營化後，由JR北海道繼承。同時升格為車站。
- 1996年（平成8年）11月24日 - 車站高架化。

## 車站構造
柏林台車站為1面1線的高架車站。樓梯之上只有一條軌道及狹窄的月台。無人車站，並設置驗票閘門。

## 車站周邊
車站南側是大廈林立的柏林台公寓，附近亦有很多住宅。此外亦有很多商業設施。
- 國道38號
- 國道241號
- 北海道道715號芽室東四条帶廣線
- 帶廣警察署西十七条派出所
- 帶廣西十七条郵政局
- 帶廣信用金庫西分店
- 北海道拓殖巴士「柏林台車站」站
- 十勝巴士「國道西17条」站

## 相鄰車站
北海道旅客鐵道（JR北海道）
■根室本線
西帶廣（K29）－帶廣貨物－柏林台（K30）－帶廣（K31）

## 外部連結
- （日語）JR北海道 － 柏林台車站 （页面存档备份，存于）
- （日語）柏林台車站 （页面存档备份，存于）
- （日語）全驛參觀之旅 （页面存档备份，存于）